# My Little Friend
"My Little Friend" ("Mi pequeña amiga") es una canción compuesta por Shirl Milete, que se convirtió en un éxito de Elvis Presley quien la grabó en 1969 editándose como disco sencillo a principios de 1970 con la popular Kentucky Rain en su cara A.  El tema alcanzó el puesto # 16 de la lista de Billboard Hot 100 y el disco vendió inicialmente unas 600.000 copias y fue certificado como disco de oro. Paralelamente la canción se incorporó al igualmente exitoso álbum de 1970 Almost in Love.

## Grabación
My Little Friend fue grabada por Presley durante las sesiones de grabación de febrero de 1969 en los estudios American Sound de Memphis, Tennessee. Elvis le efectuó algunos arreglos a la canción escrita por Mileta, eligiendo para la grabación una gran cantidad de músicos de sesión que no participarían de las presentaciones en vivo en Las Vegas que Elvis había comenzado a realizar. 
Durante esas mismas sesiones Presley registró también "Kentucky Rain". 

## Personal
- Elvis Presley - voz, guitarra acústica y piano
- Reggie Young - guitarra
- Tommy Cogbill y Mike Leech - bajo
- Bobby Wood - piano
- Ronny Mislap - órgano
- John Hughey - steel guitar
- R.F.Taylor, Wayne Jackson, Dick Steff, ackie Thomas,  Andrew Lowe, Glen Spreen, J.P.Luper, Ed Logan, Jack Hale, Gerald Richardson, Tony Cason, Joe D'Gerolamo - vientos
- Mary (Jeannie) Green, Donna Thatcher, Susan Pilkington, Mary Holladay, Dolores Edgin, June Page, Hurshel Wiginton, Joe Babcock, Ginger Holladay, Millie Kirkham, Sandy Posey - coros [1]

## Letra
Un hombre lleno de preocupaciones y ansioso reflexiona acerca de su pasado donde recuerda a un amor de su adolescencia, una chica bonita con la que él no sabía si podría llegar a verse cara a cara. Contra toda lógica o racionalidad, él desearía tener una máquina del tiempo para regresar a sus días de juventud a la maravilla de ese primer amor a lacual sus viejos amigos solían referirse solamente como "su pequeña amiga". 

## Listas
| Listas (1970)        | Posición alcanzada |
| -------------------- | ------------------ |
| US Billboard Hot 100 | 16                 |